# Meiotheciopsis burmensis
Meiotheciopsis burmensis är en bladmossart som beskrevs av Pierre Tixier 1977. Meiotheciopsis burmensis ingår i släktet Meiotheciopsis och familjen Sematophyllaceae. Inga underarter finns listade i Catalogue of Life.